# Neunhof (Lauf an der Pegnitz)
Neunhof ist ein Gemeindeteil der Stadt Lauf an der Pegnitz im Landkreis Nürnberger Land (Mittelfranken, Bayern). Die Gemarkung Neunhof hat eine Fläche von 6,515 km². Sie ist in 1584 Flurstücke aufgeteilt, die eine durchschnittliche Flurstücksfläche von 4112,82 m² haben.

## Lage
Das Kirchdorf liegt circa sieben Kilometer nordwestlich von Lauf und wird von der Staatsstraße 2240 durchquert, die vier Kilometer nördlich in die Bundesstraße 2 mündet. Neun Kilometer südwestlich verläuft die Bundesautobahn 3.

## Geschichte
Neunhof wurde anlässlich einer Kirchenweihe als Schenkung des Zehnt „Cemo niuwen houe“ (zum neuen Hof) an das Kollegiatstift St. Jakob in Bamberg 1109 erstmals urkundlich erwähnt.
Die „villa dicta zum Newenhove“ entstand als neuer Meierhof des Reichsamtes Heroldsberg. 1279 verpfändete König Rudolf I. den Ort (mit Gütern in Günthersbühl, Ober- und Unterschöllenbach, Tauchersreuth und der Gabermühle) an die Herren von Schlüsselberg als Dank für die Waffenhilfe in der Entscheidungsschlacht von Dürnkrut gegen den böhmischen König Ottokar II. Seitdem war Neunhof Sitz eines Amtes und eines Hochgerichts und stieg zum Zentrum eines Verwaltungsbezirkes für eine Reihe von Orten der Umgebung auf. Wo der Schlüsselberg’sche Sitz lag, ist ungeklärt, möglicherweise an der Stelle des Kirchhofs.

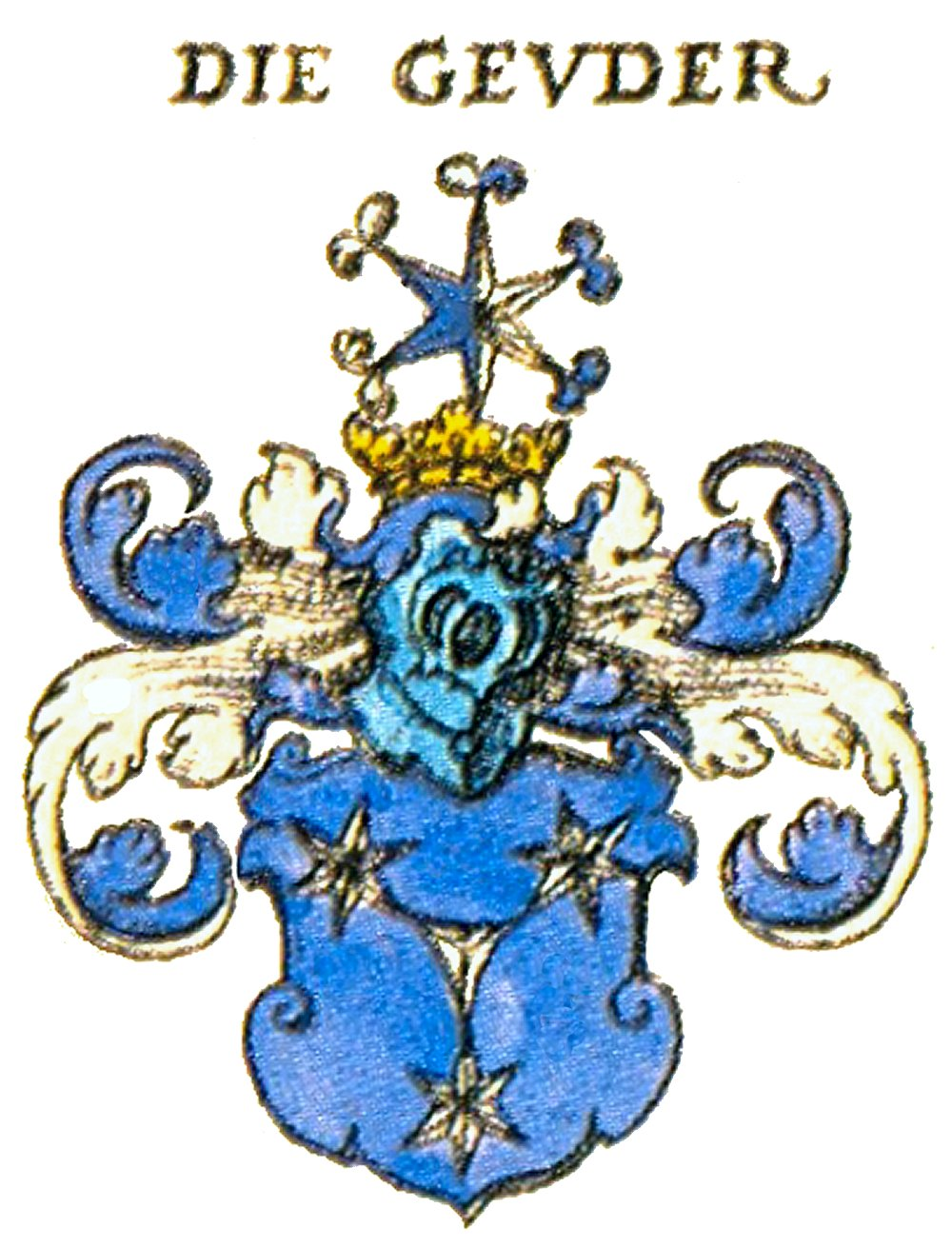
Das Wappen der Geuder

Nach dem Aussterben der Schlüsselberger belehnte 1347 Kaiser Karl IV. die Nürnberger Burggrafen mit den Rechten „zu den Newenhof“ und an weiteren Orten. Die Burggrafen belehnten 1373 den Nürnberger Reichsschultheißen Heinrich Geuder auf Lebenszeit mit Amt und Gericht Neunhof. 1405 wurde Burggraf Friedrich VI. von König Ruprecht aus dem Reichslehenverband entlassen und verkaufte seinen gesamten Besitz in Neunhof, der damit freies Eigen wurde, an den Nürnberger Bürger Hans Pirckheimer. Die Mendel gelangten dann auf dem Erbweg an die Güter. Sie erbauten einen Wohnturm mit Wassergraben an der Stelle des heutigen „Kolerschlosses“. 1438/40 wurde der Besitz an die Harsdorf und 1441/45 wieder an die Geuder von Heroldsberg verkauft. Im gleichen Jahr erhielt Neunhof das Marktrecht und es ist ein Vogthaus nachweisbar. Im Ersten Markgrafenkrieg wurde der Turm 1449 zerstört, danach aber von Martin Geuder wieder aufgebaut. 1541 teilten sich zwei Brüder, Christoph und Sebald Geuder, den Besitz auf; der erste erhielt den Wohnturm, der zweite wohnte im benachbarten Heroldsberg; sein Sohn Anton ließ sich nach 1570 in Neunhof einen bescheidenen Herrensitz nebst Voithaus und Wirtschaftsgebäuden errichten, das Schloss II (später auch „Brille“ oder „Altherrenhäuslein“ genannt). Im Zweiten Markgrafenkrieg 1552 wurde der Turm erneut zerstört und blieb zwei Jahrhunderte als Halbruine liegen. 1582 fiel der Christoph’sche Teil durch Heirat an eine weitere Nürnberger Patrizierfamilie, die Koler von Neunhof. Sie bauten sich neben der Turmruine das Vogtshaus zum Sommersitz aus. Jakob Geuder erbaute sich ab 1611 direkt neben dem kleinen Anton’schen Herrenhaus ein weiteres, größeres mit zehn Fensterachsen. Im Dreißigjährigen Krieg mussten die Arbeiten an dem fortgeschrittenen Bau aber eingestellt werden und 1632 brannte er zum Großteil aus.

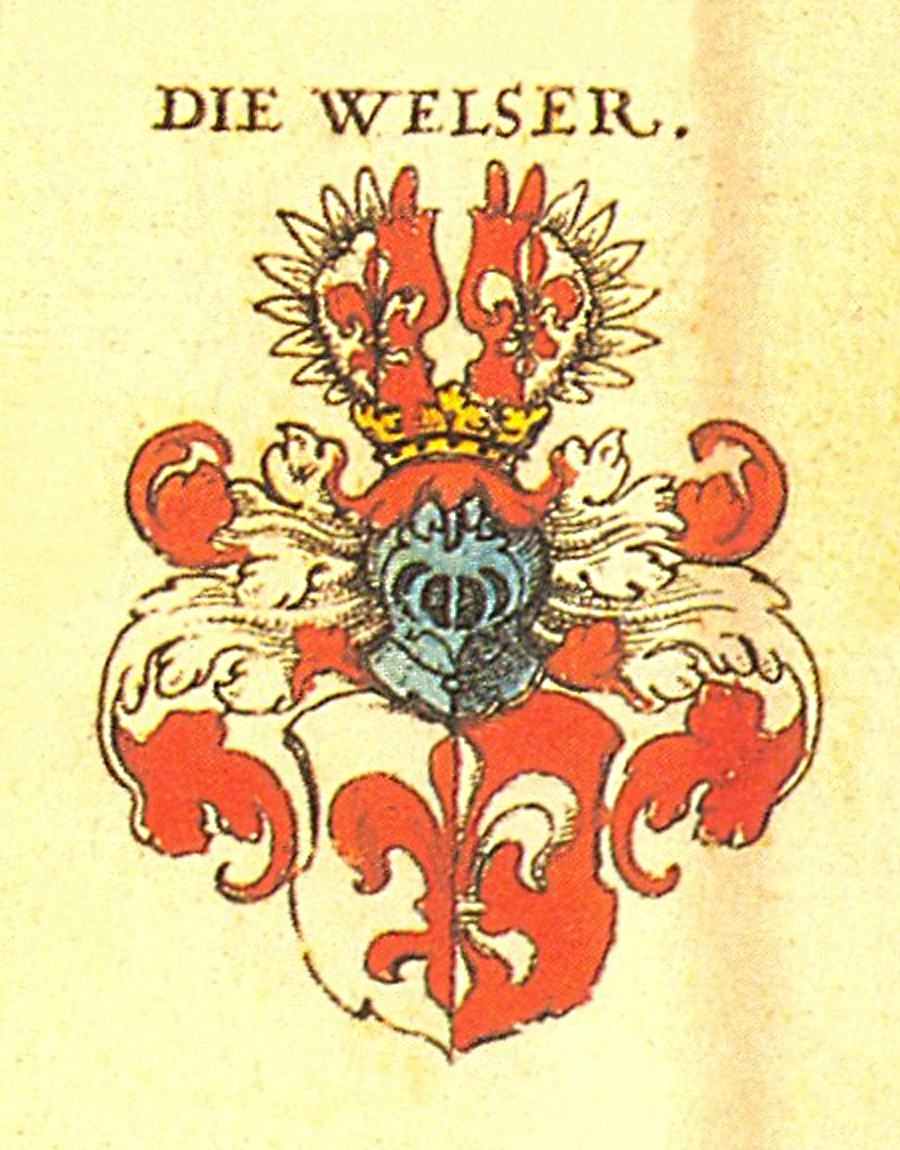
Das Wappen der Welser

Seit dem Kriegsausbruch 1618 waren die Geuder zur Aufnahme von Krediten bei den Welsern gezwungen, die weder verzinst noch zurückgezahlt werden konnten, am Ende waren es 22.563 Gulden. 1660/61 mussten sie daher ihre Neunhofer Besitzungen an die Welser abtreten und zogen sich nach Heroldsberg zurück. Sie fochten den Vergleich aber vor dem Reichshofrat noch Jahrzehnte lang an. Erst ab 1685 bauten die Welser daher das zu zwei Dritteln abgebrannte Schloss wieder auf, das heutige „Welserschloss“. 1688 fiel die Koler’sche Hälfte von Neunhof nach dem Tod des letzten männlichen Familienmitgliedes Georg Seifried Koler an seine Tochter Helene Juliana Jacobine, die mit Johann Michael Welser verheiratet war. Ihr Sohn Johann Karl Welser errichtete sich 1749 an der Stelle der alten Mendel’schen Turmruine ein kleines Barockschlösschen, das sogenannte „Kolerschloss“. Von 1763 bis 1799 erwarben die verwandten Oelhafen dieses samt Grundbesitz, die Welser kauften es dann aber zurück.
Neunhof entwickelte sich vor allem im 17. und 18. Jahrhundert zu einem repräsentativen Herrschaftssitz und zum Mittelpunkt eines eigenständigen Territoriums, das zusammen mit Beerbach und Tauchersreuth ein reichsunmittelbares Rittergut im Fränkischen Ritterkreis bildete. Bis heute besitzt die Welser'sche Familienstiftung die Güter um Neunhof und zwei der drei Herrensitze.
1806 fiel der „Kleinstaat“ an das Königreich Bayern. Das Königlich-Bayerische Freiherrlich von Welsersche Patrimonialamt Neunhof mit Verwaltungs-, Polizei- und Gerichtsfunktion bestand bis 1848. An die eigenständige Tradition Neunhofs erinnern noch die drei Herrensitze sowie die Johanniskirche mit den Totenschilden und der Grablege der Freiherren von Welser. Am 1. Juli 1972 wurde die bis dahin selbstständige Gemeinde im Rahmen der Gemeindegebietsreform in die Stadt Lauf an der Pegnitz eingemeindet.

## Baudenkmäler

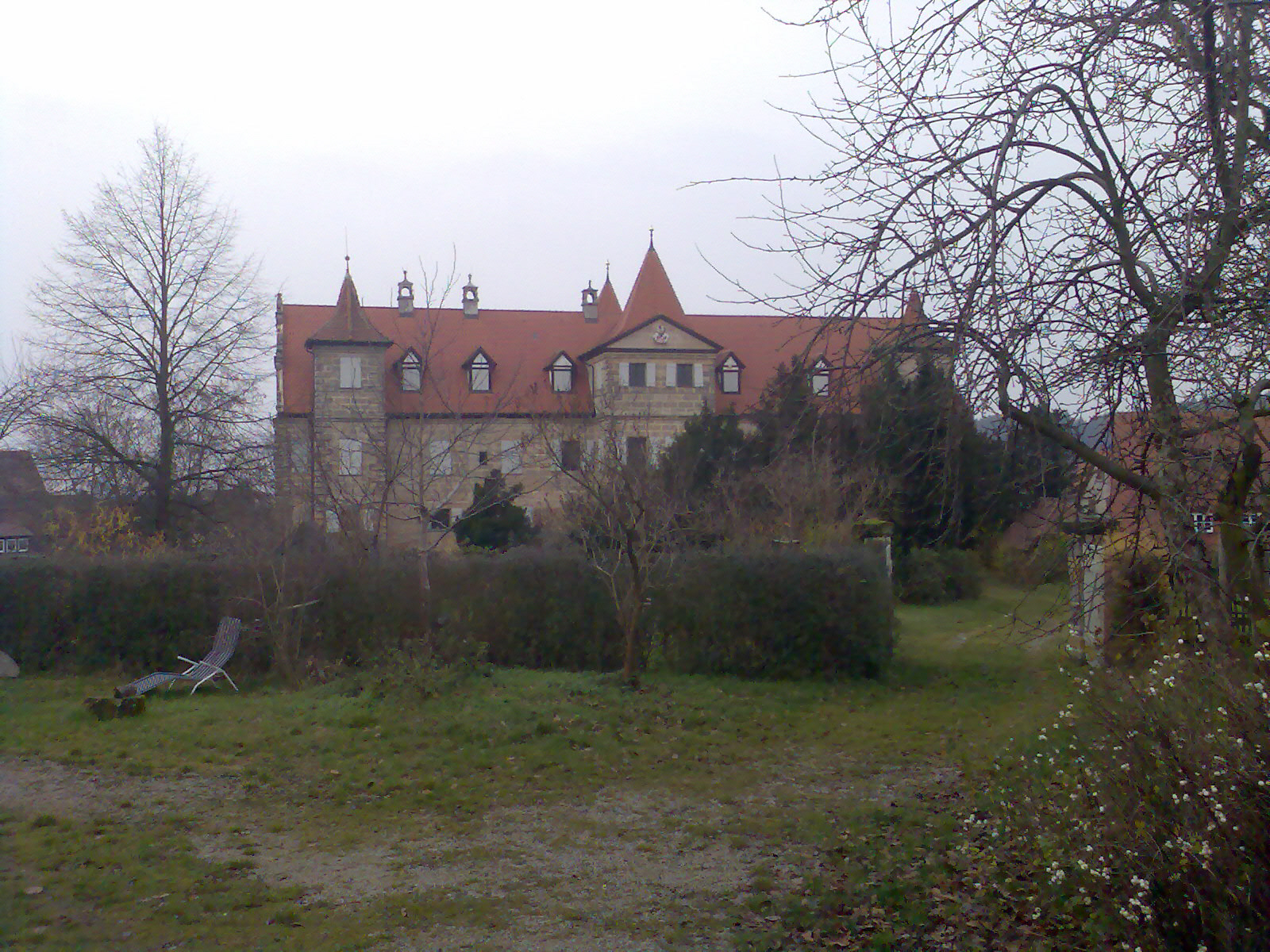
Welserschloss I

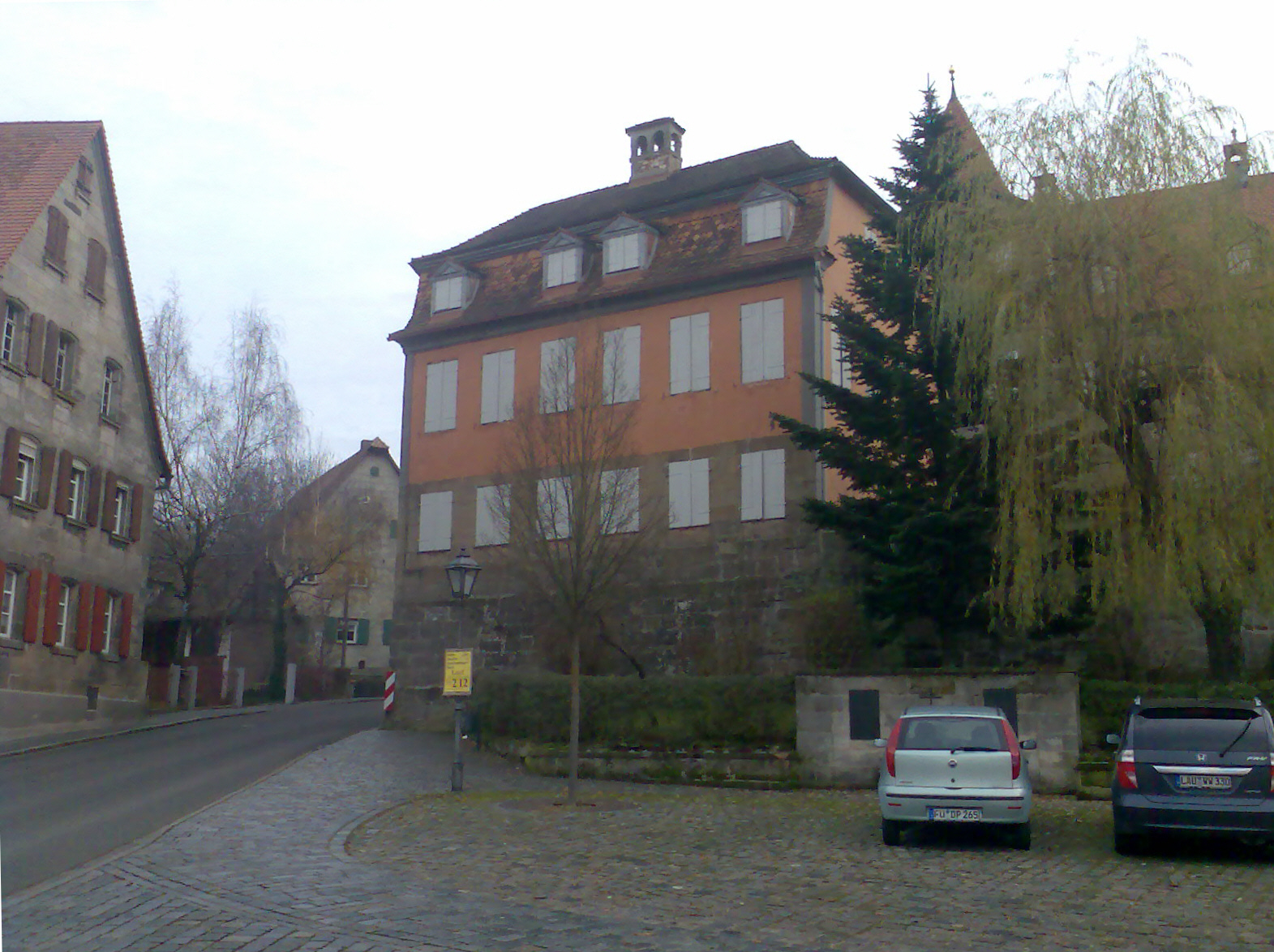
Schloss II

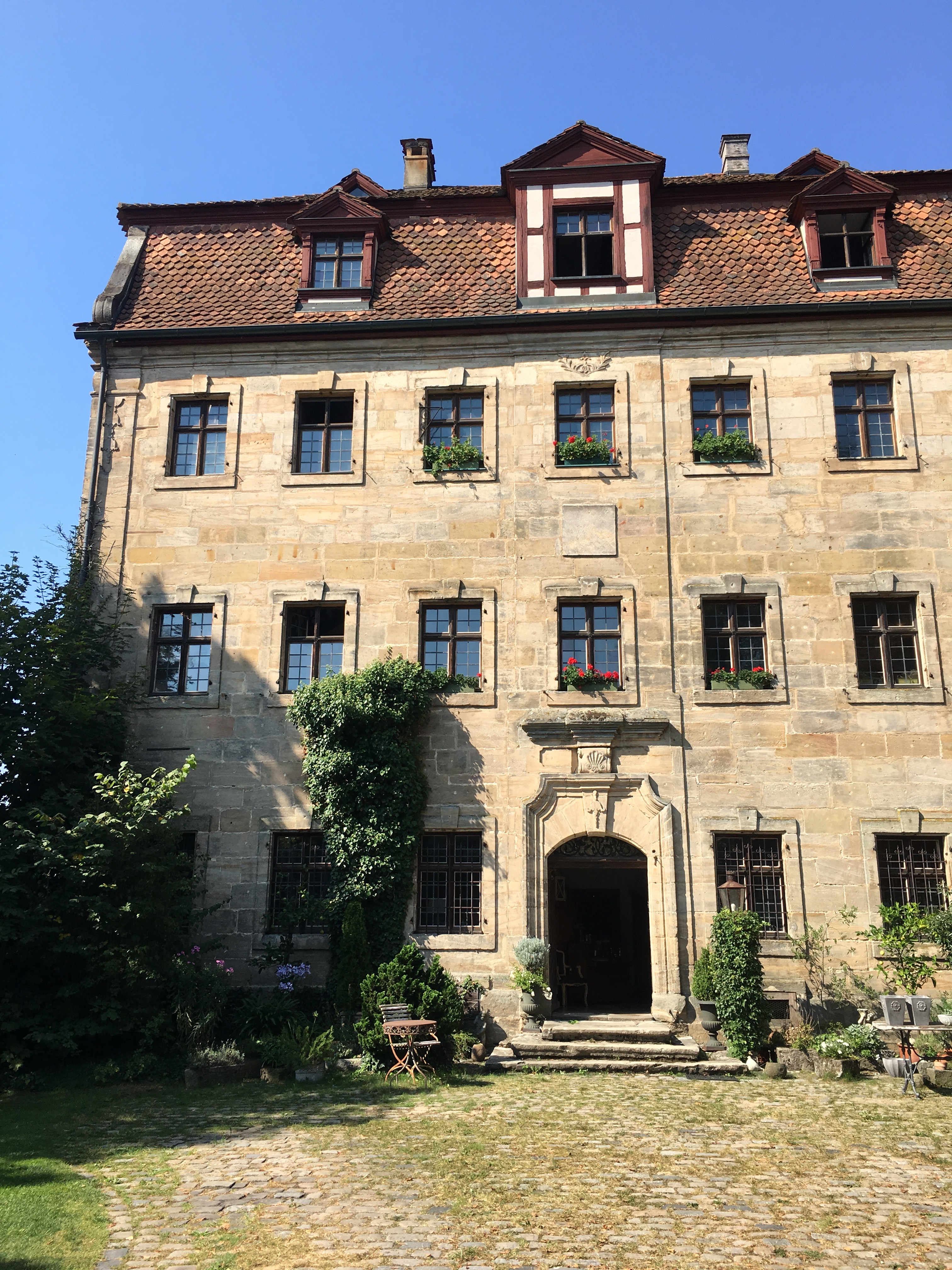
Kolerschloss

- Das Welserschloss I, Welserplatz 1[10] – ursprünglich 1610 von den Geudern begonnen, während des Dreißigjährigen Krieges zerstört, von 1685 bis 1734 von den Welsern neu aufgebaut. Seit 1685 bis heute im Besitz der Welser, nach dem Aussterben der Nürnberger Linie 1878 an die Ulmer Linie gefallen und seit 1894 Teil der Welserschen Familienstiftung. Donato Polli schuf die Stuckdecken im „Weißen Saal“ (1693–97) und in der „Götterstube“ (nach 1734).[11] Auch Stofftapeten des 18. Jahrhunderts sind erhalten.
- Das Schloss II (wegen seiner Lage vor dem Hauptschloss auch „Brille“ genannt), Welserplatz 2 – 1722 von den Welsern errichtet als Nachfolgerbau für den 1570 von den Geudern gebauten zweiten Herrensitz. Seit 1600 bis heute im Besitz der Welser (Familienstiftung).
- Das Kolerschloss, Schlossstraße 3 – 1749 von den Welsern errichtet als Ersatz für den bereits 1438 erwähnten Herrensitz, der 1552 abgebrannt und 1582 an die Koler von Neunhof gekommen war. 1763–1799 vorübergehend im Besitz der Oelhafen, dann wieder der Welser; 1978 von der Welser-Stiftung an Privatleute verkauft.
- Die evangelische Johanniskirche

## Kultur und Freizeit
Im Ort ist die Brauerei „Wiethaler“ angesiedelt, deren Bier in der brauereieigenen historischen Gastwirtschaft ausgeschenkt wird.
Der 1925 gegründete TSV Neunhof deckt einige sportliche Aktivitäten wie Fußball und Tischtennis ab.

## Ehrenbürger
- Ludwig von Welser (1899)